# Моя боротьба IV (Цілком таємно)
Моя боротьба IV (англ. My Struggle IV) — 10-й і останній епізод одинадцятого сезону серіалу «Цілком таємно». Прем'єра в мережі «Фокс» відбулася 21 березня 2018 року. Під час початкового ефіру в США його переглянули 3.01 мільйона глядачів.

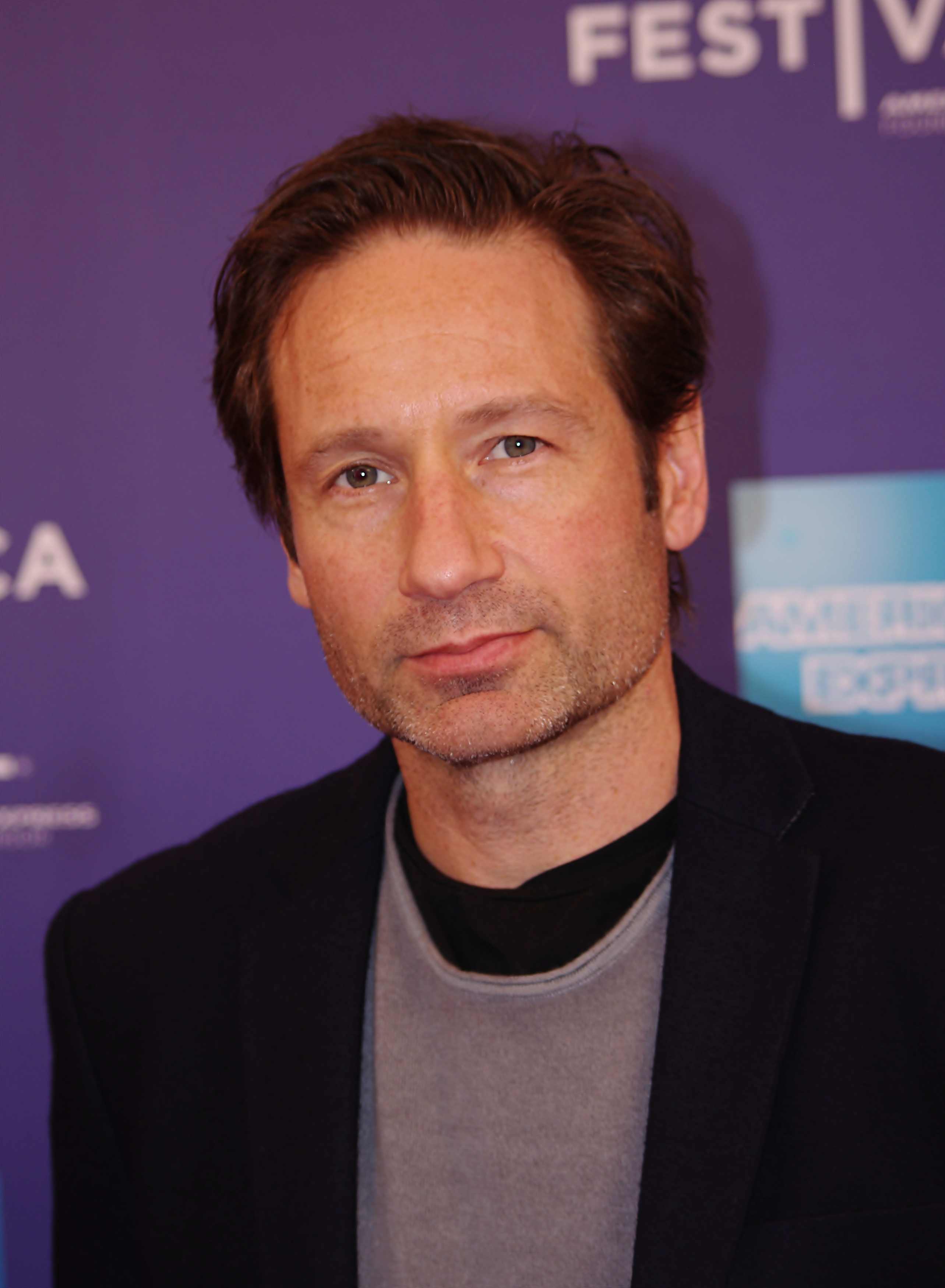

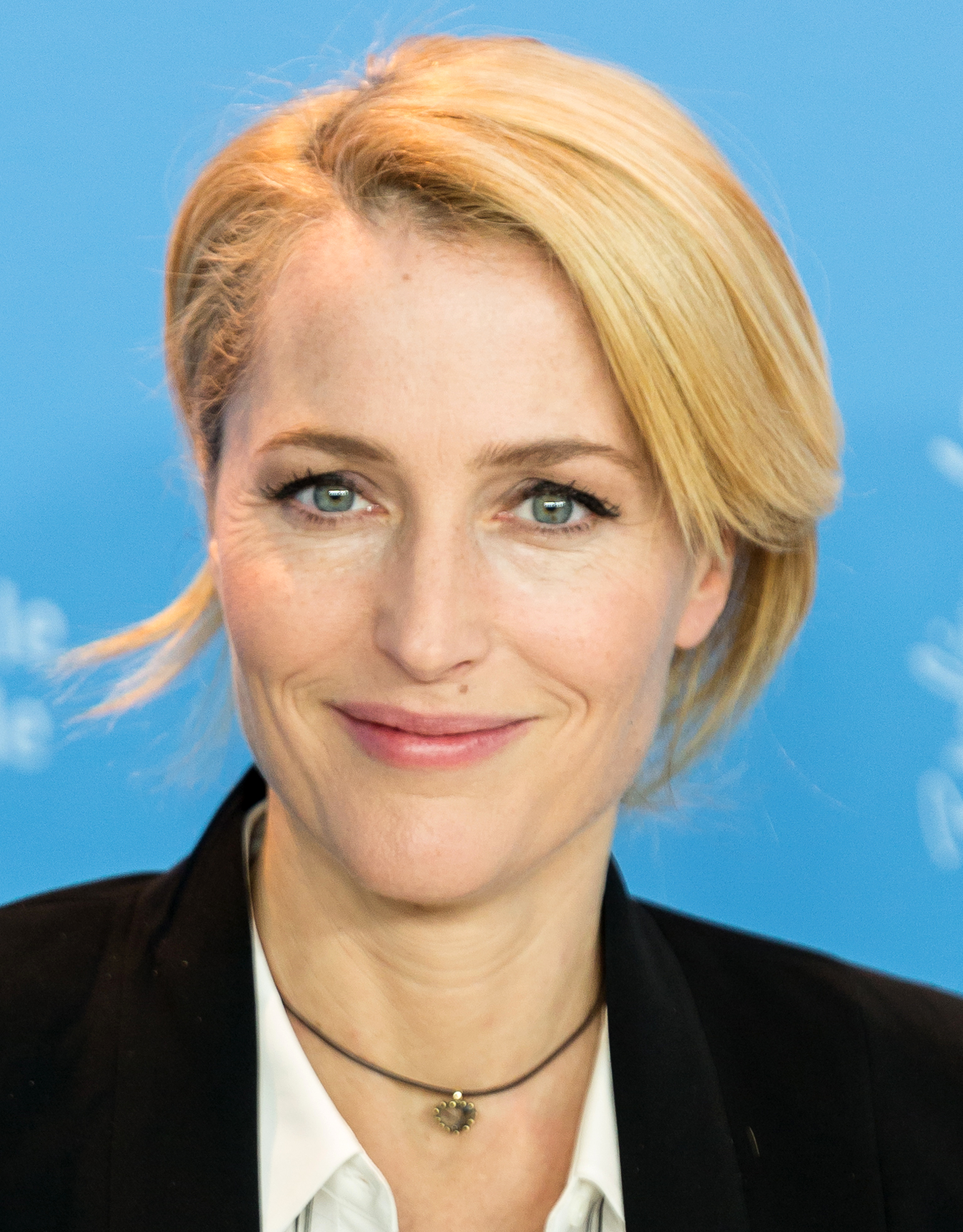

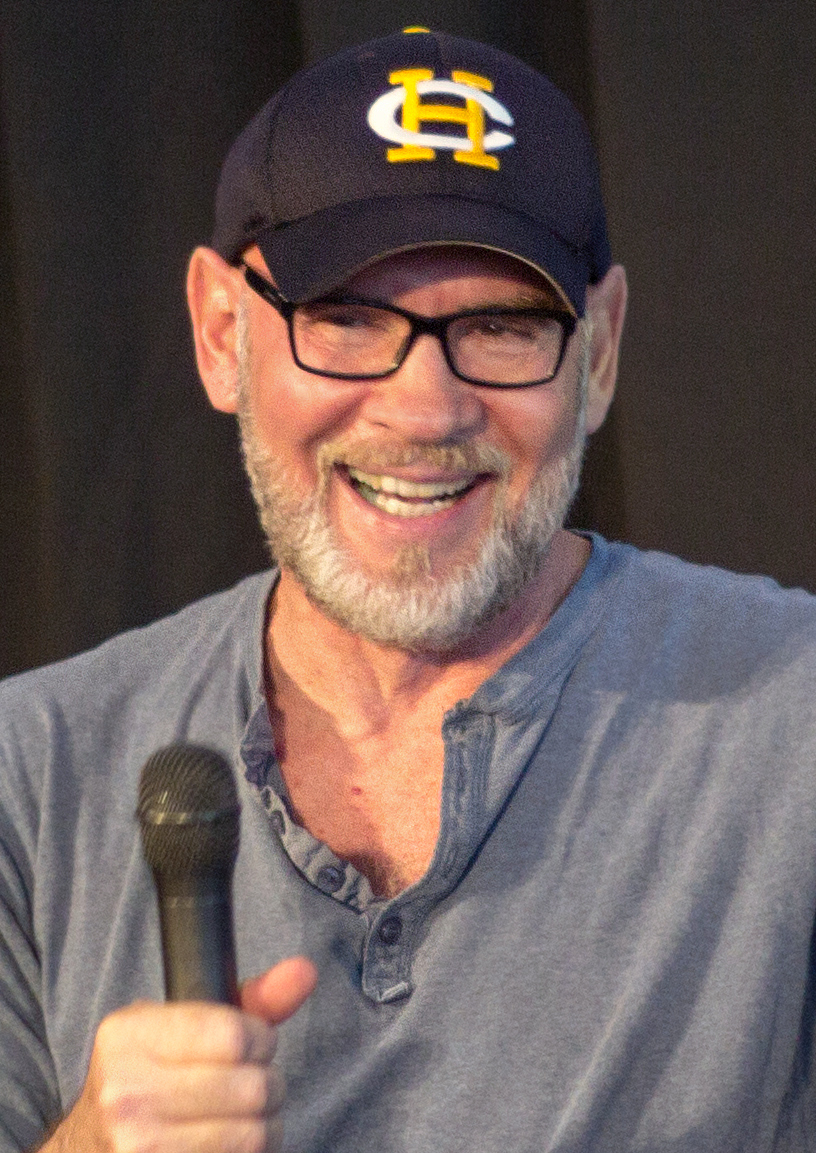

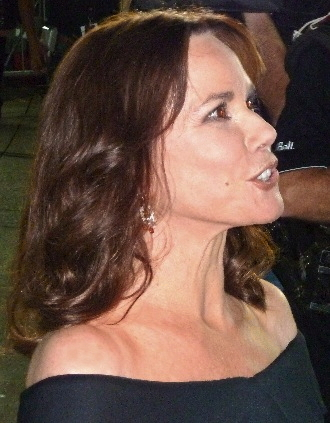

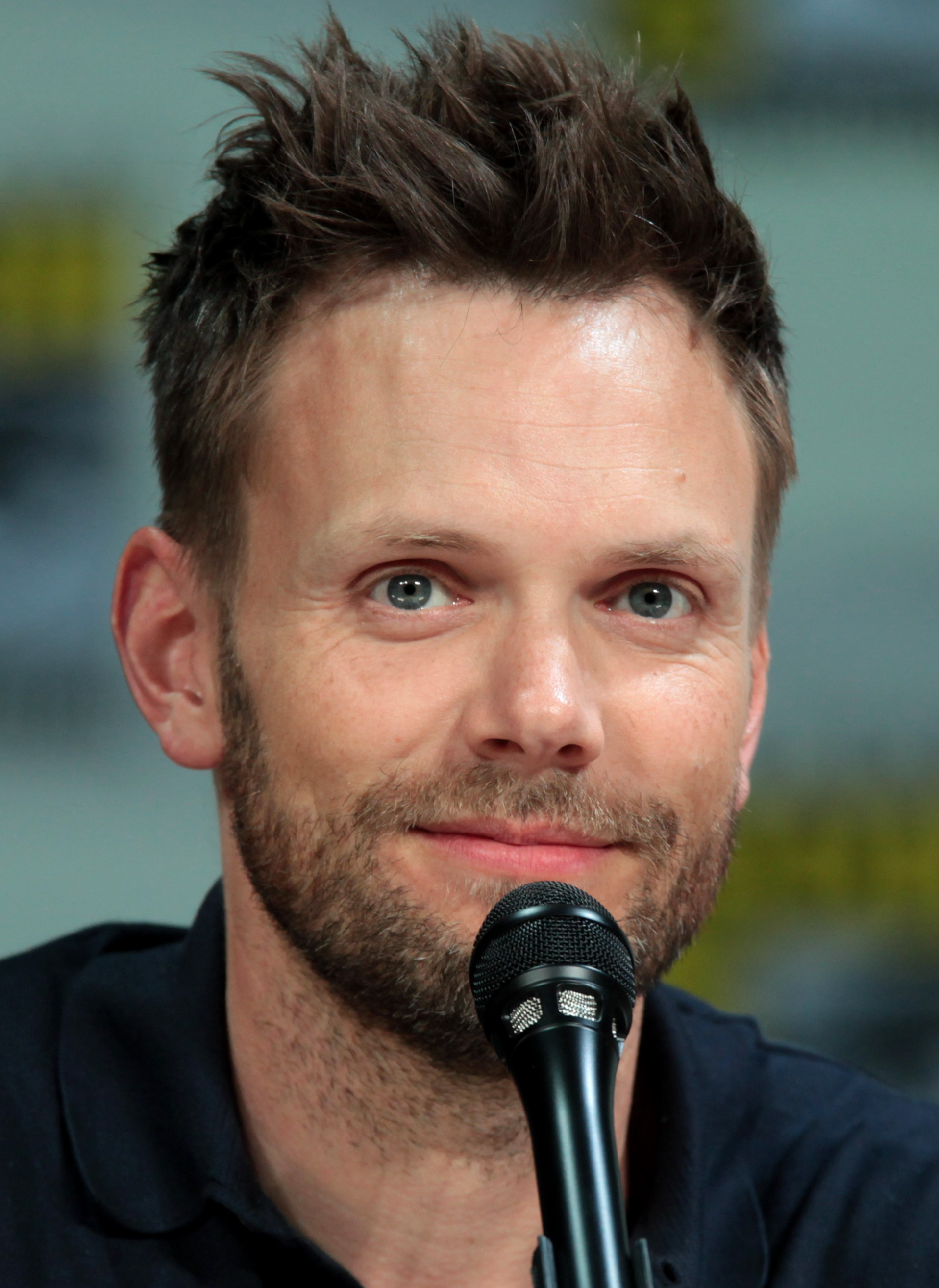

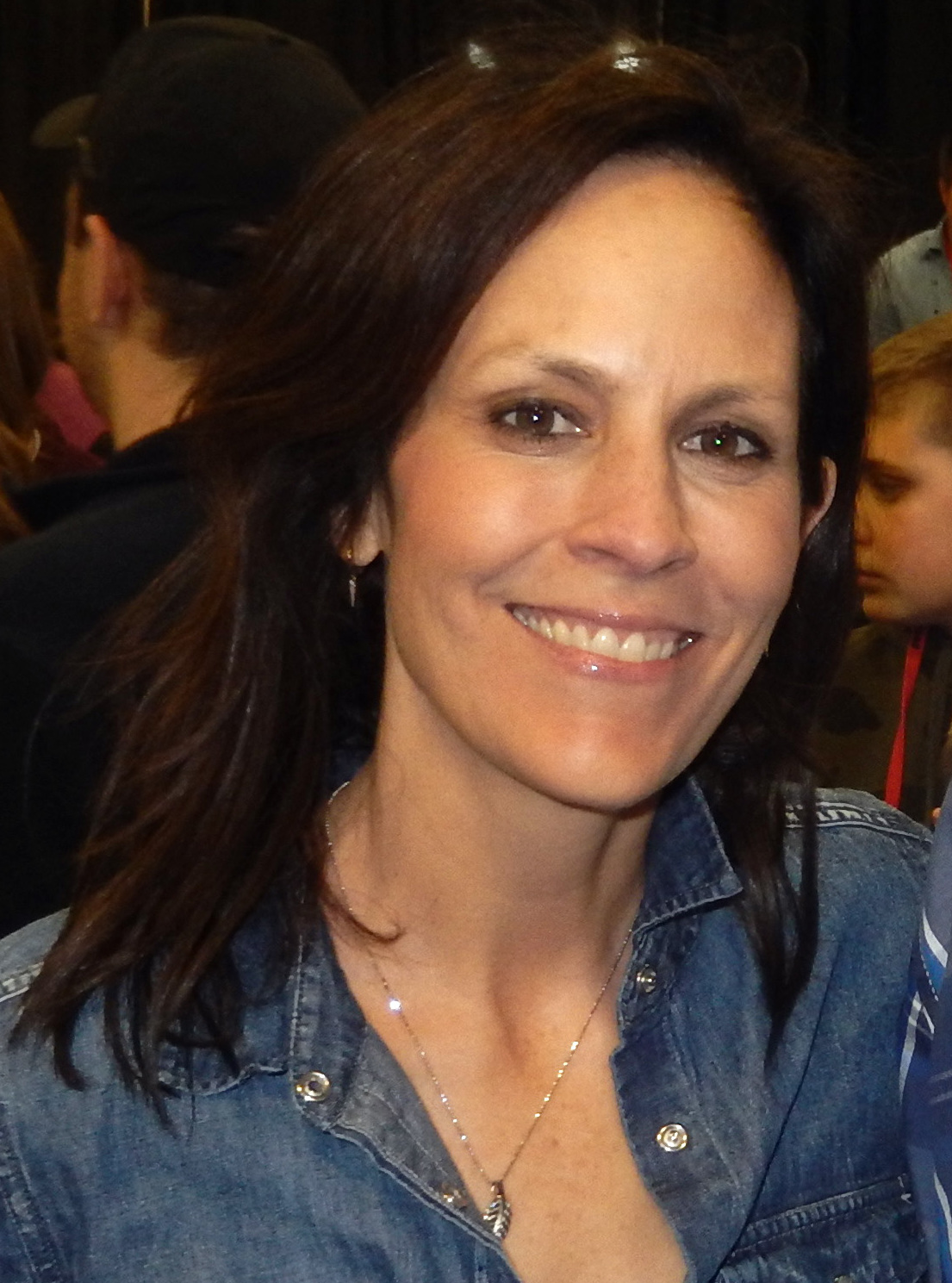

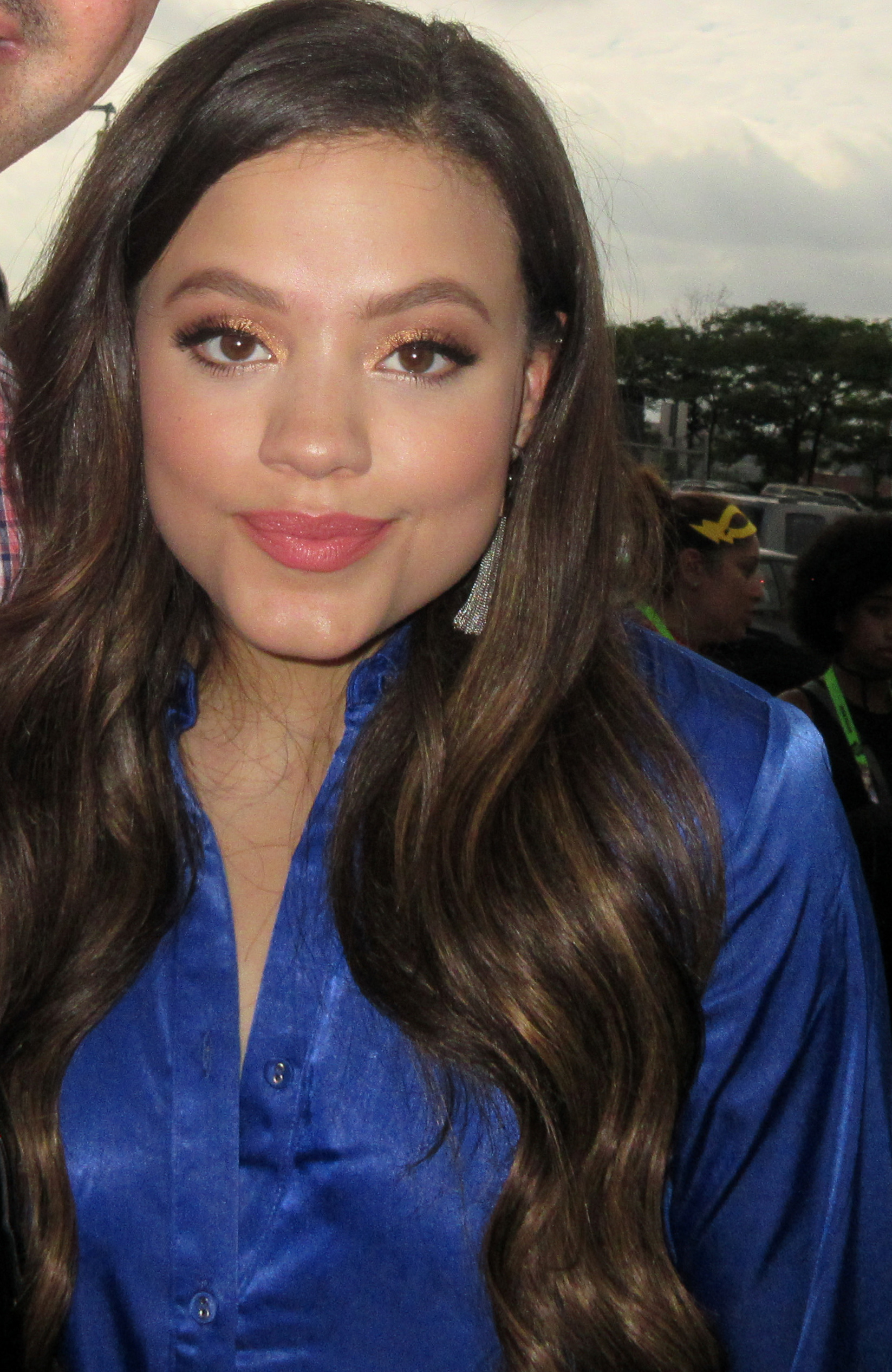

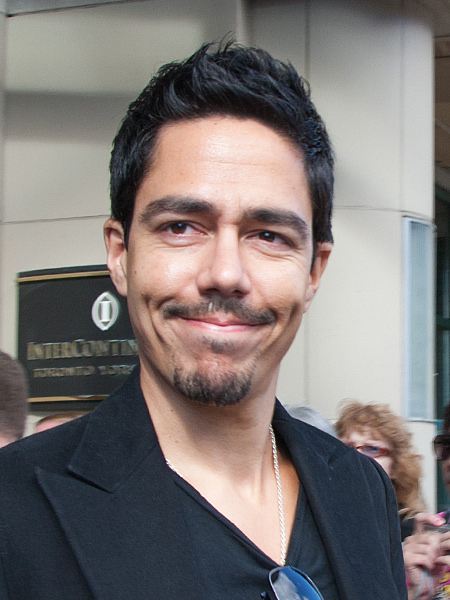

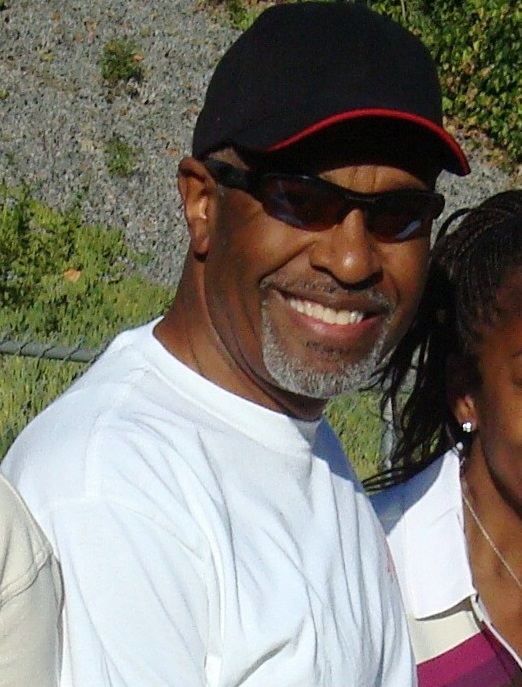

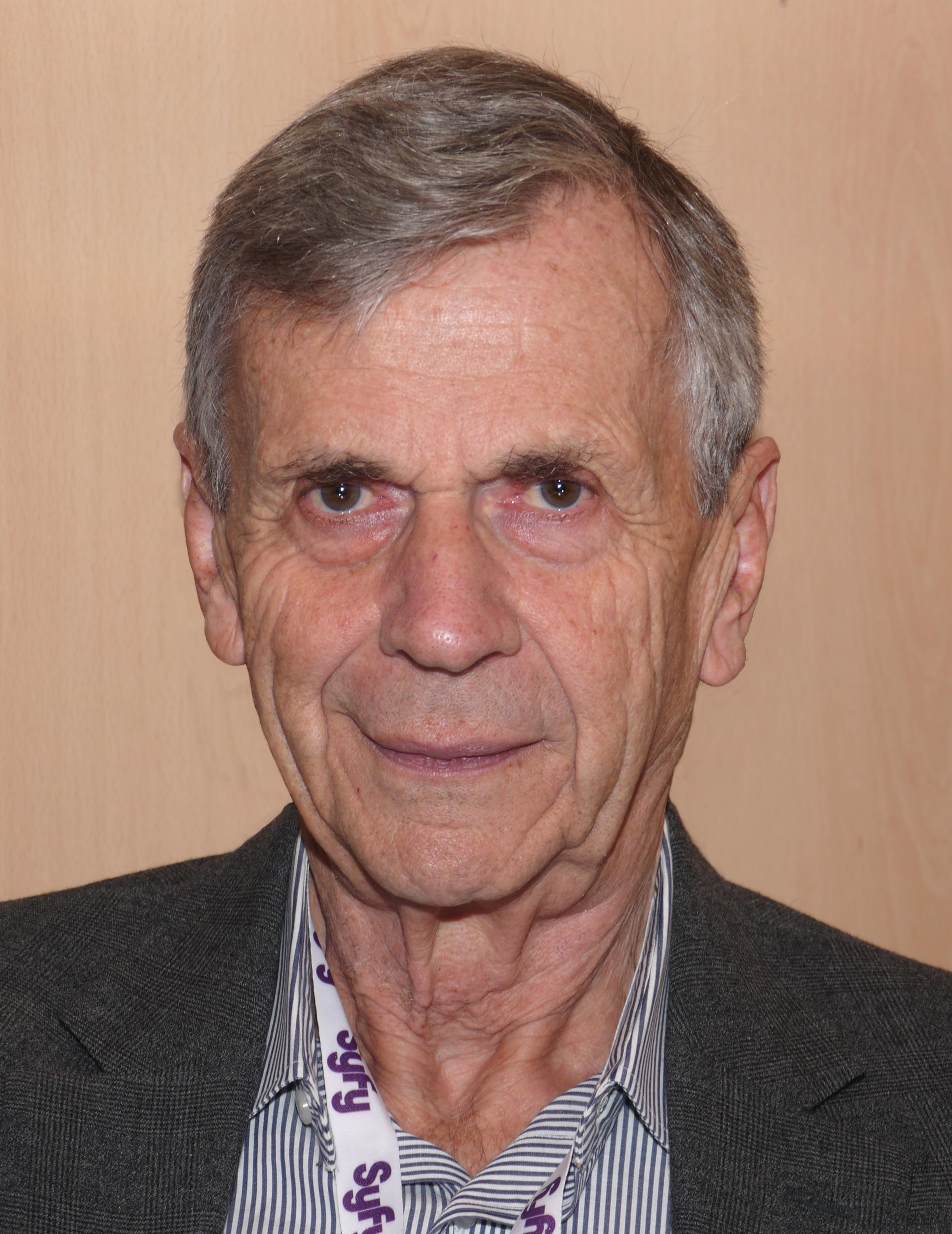

Фокс Малдер та Дейна Скаллі з відділу «Секретних матеріалів» намагаються знайти свого сина Вільяма, який переховується. Курець має намір привести в дію свій план.

## Зміст
Спаситель світу
Після подій серії «Гулі» Вільям переховується від урядових агентів. Розмірковуючи про своє непросте дитинство та юність, він вирішує з'ясувати правду про себе у свого батька — Курця.
Елвін Керш повідомляє Скіннеру — він звільнить Фокса і Дейну — якщо вони не припинять говорити неугодні речі. Малдер та Скаллі отримують дзвінок від Моніки Рейєс, яка повідомляє, що Вільяма везуть на урядовий склад у Меріленді. Скаллі передчуває, що сина не буде у вказаному місці. Малдер проникає на склад, де вбиває охоронців та містера Ігрека, але не знаходить жодних слідів Вільяма. Тим часом Вільяма пересоідує цілий загін вояків.
Скаллі виявляє в інтернеті інформацію про серію великих лотерейних виграшів у північно-східному Теннессі, що, на її думку, свідчить про присутність там Вільяма. Малдер іде по сліду, але його переслідує урядовий агент. Вільям подорожує автостопом на попутній вантажівці і лякає водія своїми надприродними здібностями, перетворюючись на монстра. Малдер наздоганяє вантажівку, але юнакові вдається втекти. Урядовий агент підбирає Вільяма, що йде узбіччям, і на його прохання доставляє юнака в Норфолк.
За допомогою Бріанни Стептон і Сари Тернер Малдер знаходить Вільяма в мотелі Норфолка. Він переконує Вільяма поговорити з ним. Загін спецназу, який очолює Еріка Прайс, знаходить у машині урядового агента, вбитого Вільямом. Бійці вриваються у готельний номер Вільяма та намагаються його заарештувати. Юнак користується своєю надсилою і знищує солдатів та Еріку Прайс, змушуючи їх вибухнути.
Намагаючись виграти для Малдера більше часу, Дейна дзвонить відеоблогеру Теду О'Меллі. Вона стверджує, що незабаром по всьому світу почнеться епідемія: небезпечний вірус, створений із інопланетного патогена, знищить імунні системи людей. Вона називає Фокса джерелом інформації, після чого заступник директора ФБР Елвін Керш наказує Волтеру Скіннеру раз і назавжди закрити відділ «Секретні матеріали» та усунути Малдера та Скаллі від виконання обов'язків. Скаллі передбачає смерть Малдера і просить Скіннера допомогти їй врятувати його. Удвох вони вирушають до Норфолку, в дорозі Скіннер розповідає Скаллі правду про походження Вільяма.
Малдер за порадою подружки Вільяма вирушає до доків, сподіваючись знайти його там. Трохи згодом туди ж прибувають Скаллі та Скіннер, які помітили машину Малдера дорогою до Норфолку. Скаллі прямує на розшуки, а Скіннер помічає віддалік машину з Курцем та Монікою Рейєс. Наблизившись, Курець починає робити різкі рухи машиною і Скіннер вбиває Моніку за кермом. Але Курець тисне його, після чого теж вирушає на розшуки. У цей час Малдер і Скаллі переслідують Вільяма, що тікає від них.
На краю пірсу зустрічаються Малдер та Курець. Після діалогу Курець стріляє в Малдера, тіло падає у воду. У цей час Курця гукає справжній Малдер і розстрілює його. Раніше Курець вистрілив у Вільяма (у вигляді Малдера). Скаллі, що з'явилася, розповідає синові Малдеру, що звинувачує себе в смерті, правду про Вільяма і дає зрозуміти, що вона знову вагітна.
Десь далеко від пірсу з води виринає живий Вільям з кульовим пораненням у лобі.

## Зйомки
Епізод був написаний Крісом Картером. В інтерв'ю «TVInsider» він пояснив причину своєї міфологічної арки з чотирьох частин:
|  | "Є дійсно чотири чверті цілого. І я думаю, що це, можливо, кинуло деяких людей на початку минулого сезону і навіть наприкінці минулого сезону. Але я думаю, що ви поітили - вони були складовою головоломки - чотири частини пазла в ряд. Я хотів розповісти історію Малдера — боротьбу Малдера. Я хотів розповісти боротьбу Скаллі. Я хотів розповісти боротьбу Курця, і я мав бажання розповісти про боротьбу Вільяма. Для мене це чотири персонажі, які є центральними в міфології». |

Коли його запитали про можливість дванадцятого сезону, Картер сказав, що є ще багато файлів, які потрібно знайти «в тих ящиках у кабінеті Малдера». Картер сказав: «правда завжди десь, і її можна досліджувати». Тим не менш, він заявив, що задоволений тим, що цей епізод став фіналом серіалу.

## Показ і відгуки
«Моя боротьба IV» отримала загалом негативні відгуки критиків. На «Rotten Tomatoes» рейтинг схвалення становить 31 % із середньою оцінкою 5,49 із 10 на основі 13 відгуків. Критичний консенсус сайту говорить: «„Моя боротьба IV“ завершує сезон — і, можливо, серіал — на гіркій ноті, позбавленій акторської хімії, приємного вивершення чи будь-якого доречного прощання з головною героїнею „Секретних матеріалів“.»
Під час початкової трансляції в США 21 березня 2018 року його переглянули 3,43 мільйона глядачів, що є збільшенням порівняно з попереднім епізодом, який мав 3,01 мільйона глядачів.
Станом на жовтень 2022 року на сайті «IMDb» серія отримала 7.3 бала підтримки з можливих 10 при 2392 голосах користувачів. Оглядач Мет Фаулер для «IGN» писав так: «„Моя боротьба IV“ не була найкращим завершенням серіалу, але його зосередженість на Вільямі (а не на сюжеті глобальної пандемії) дозволила серії піднятися над іншими міфологічними епізодами з цих відроджених сезонів».
В огляді «IndieWire» зазначено так: «Після 25 років, 11 сезонів, двох фільмів і стільки драми неможливо коли-небудь попрощатися з „Секретними матеріалами“. Але якщо це останнє проводжання, ми можемо прийняти його.» Оглядач Кріс Лонго для «Den of Geek» зазначав так: «Можливо, Кріс Картер посміється останнім, коли я з'їм свої слова дворічної давності. Незважаючи на підставки для книг, я в захваті від того, що я побачив у „Секретних матеріалах“ в 11 сезоні. І не лише для шоу про відродження. Серіал зрівнявся зі своїми сучасними сучасниками, які навчилися одному чи двом трюкам із новаторських науково-фантастичних серіалів. „Секретні матеріали“ все ще існують, і, відмовившись померти, цей сезон переосмислив, що означає бути позачасовим телебаченням.»

## Знімалися
| Актор                  | Роль             |
| ---------------------- | ---------------- |
| Девід Духовни          | Фокс Малдер      |
| Джилліан Андерсон      | Дейна Скаллі     |
| Мітч Піледжі           | Волтер Скіннер   |
| Барбара Герші          | Еріка Прайс      |
| Джоель Макгейл         | Тед О'Меллі      |
| Аннабель Гіш           | Моніка Рейєс     |
| Майлз Роббінс          | Ван де Камп      |
| Мадлен Артур           | Сара Турнер      |
| Сара Джеффері          | Бріанна Степлтон |
| Бен Коттон             | Паулсен          |
| Зак Сантьяго           | Грін             |
| Джеймс Пікенс-молодший | Елвін Керш       |
| Вільям Брюс Девіс      | Курець           |
| Вест Духовни           | Медді            |
| Марк Ачесон            | Трюкер           |